# Рогожин, Иннокентий Дмитриевич
Иннокентий Дмитриевич Рогожин (1919 — ?) — советский геолог, лауреат Государственной премии СССР 1970 года. Член КПСС с 1958 года.
Окончил Томский университет (1941). В 1941—1947 гг. работал в геологоразведочных партиях Хакасской АО. В 1947—1949 гг.- в «Южуралцветметразведке» и «Уралметаллпромразведке». В 1949—1956 в геологоразведочных партиях Актюбинской области.
В Западно-Казахстанской межобластной комплексной геологоразведочной экспедиции (с 5 ноября 1958 до 8 февраля 1965 года Актюбинская комплексная ГРЭ): с 17 мая 1956 г. и. о. начальника, с 12 декабря того же года главный инженер, с 12 апреля 1960 до 25 июня 1966 года начальник.
В 1966—1968 гг.- руководитель группы советских геологов на Кубе.
С 31 июля 1968 до 1 июля 1972 года снова начальник Западно-Казахстанской межобластной комплексной геологоразведочной экспедиции.
С 1 июля 1972 до 3 июня 1977 года начальник Западно-Казахстанского территориального управления Министерства геологии Казахской ССР.
В 1977—1980 гг. генеральный директор ПГО «Запказгеология».
С 1980 г. на пенсии.
Лауреат Государственной премии СССР 1970 года (в составе коллектива) — за открытие и разведку в Южно-Кемпирсайском горнорудном районе новых крупных месторождений хромитов и создание уникальной сырьевой базы хромитовых руд в СССР.
Награждён знаком «Первооткрыватель месторождения» — за Южно-Кемпирсайские хромитовые месторождения. Награждён орденом Трудового Красного Знамени (1963). Заслуженный геологоразведчик Казахской ССР (1980). Отличник разведки недр СССР (1965).